# The International
The International — щорічний турнір по відеогрі Dota 2, у якому змагаються найсильніші команди сезону з усього світу за звання найкращої кіберспортивної команди Dota 2.

## Історія турніру
Перший The International було проведено 2011 року, у перші дні бета-тестування гри, на кіберспортивному чемпіонаті GamesCom. Організувала турнір розробник гри — Valve. На ньому змагалися 16 команд, а сума призових становила 1,6 млн доларів США. Переможцем турніру, а також власником одного мільйона доларів, стала українська команда Natus Vincere.
Через рік у Сієтлі було проведено другий турнір The International 2. Переможцем турніру та власником мільйона доларів стала китайська команда iG, команда Natus Vincere посіла друге місце.
2013 року знову в Сієтлі було проведено черговий турнір The International 3. Переможцем турніру та власником 1 437 190 доларів стала шведська команда Alliance, команда Natus Vincere посіла друге місце та здобула 632 364 доларів, третє місце посіла команда Orange (287 438 доларів).
2014 року проведено турнір The International 4. Він теж відбувся в Сієтлі. Призовий фонд турніру сягнув 10 мільйонів доларів. Переможцем турніру стала китайська команда Newbee. Вона отримала 5 мільйонів доларів.
The International 2015 проводився з 3 по 8 серпня 2015 року, в Сієтлі. Сума призових становила 18 млн доларів США. Перше місце, Егіду і $6 616 014 отримала Evil Geniuses. Друге і третє місце посіли китайські команди CDEC Gaming ($2,848,562) і LGD Gaming ($2,205,338) відповідно.
В наступні роки призовий фонд продовжував зростати, поки не досягнув свого максимуму у 2021 році — понад 40 млн доларів.
У 2020 році турнір було скасовано через пандемію коронавірусу. У 2022 році призовий фонд вперше зменшився і склав всього 18.9 млн доларів.

## Список переможців
За історію існування турніру його переможцями ставали десять команд. Лише двом з них — OG та Team Spirit вдалося виграти The International двічі, OG у 2018 та 2019 роках, та Team Spirit y 2021 та 2023 роках.
| Рік                       | Турнір | Переможець      | Головний приз |
| ------------------------- | ------ | --------------- | ------------- |
| 2011                      | TI1    | Natus Vincere   | $1 000 000    |
| 2012                      | TI2    | Invictus Gaming | $1 000 000    |
| 2013                      | TI3    | Alliance        | $1 437 190    |
| 2014                      | TI4    | Newbee          | $5 025 029    |
| 2015                      | TI5    | Evil Geniuses   | $6 634 661    |
| 2016                      | TI6    | Wings Gaming    | $9 139 002    |
| 2017                      | TI7    | Team Liquid     | $10 862 683   |
| 2018                      | TI8    | OG              | $11 234 158   |
| 2019                      | TI9    | OG              | $15 620 181   |
| не проводився у 2020 році |        |                 |               |
| 2021                      | TI10   | Team Spirit     | $18 208 300   |
| 2022                      | TI11   | Tundra Esports  | $8 518 822    |
| 2023                      | TI12   | Team Spirit     | $3 380 455    |
| 2024                      | TI13   | Team Liquid     | $2 245 000    |